# ムヴィオラ

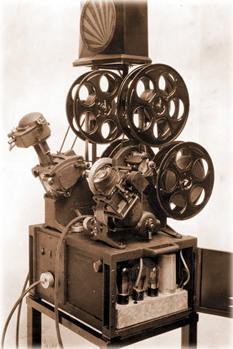
最初期のムヴィオラ

ムヴィオラ (英: Moviola) とは、映画フィルムの編集の際にフィルムの画像を閲覧するための装置である。世界初の映画の編集のための機械であり、1924年にイヴァン・セリュリエ (Iwan Serrurier) によって考案された。企業としてのムヴィオラは今もなおハリウッドで操業中である。

## 歴史
イヴァン・セリュリエが1917年に考えた最初のムヴィオラの概念は、家庭向けプロジェクタとして民生用に売り出すことだった。セリュリエは、ビクトローラが家庭に音楽をもたらしたように、この製品が家庭に映像をもたらすと考えてこの名前を付けた。しかし製品は1920年で600ドル (現価にして2万ドル) と高価であったため、極めて少ない数しか売れることがなかった。セリュリエはダグラス・フェアバンクスの下で働く編集技師の提案を受け、1924年に編集用のムヴィオラを開発した。これを初めて購入したのがフェアバンクスである。
ユニバーサル、ワーナー・ブラザース、チャールズ・チャップリン、バスター・キートン、メアリー・ピックフォード、マック・セネット、メトロ・ゴールドウィン・メイヤーといった多くの映画スタジオは即座にムヴィオラを導入し、トーキーや65mm、70mmフィルムの到来、そして第二次世界大戦中の持ち運び可能な編集機材の需要によって、ムヴィオラ製品の市場は著しい拡大を遂げた。
1946年、マーク・セリュリエ (Mark Serrurier) が父イヴァンの会社を継いだ。1966年、マークは会社をクレイグ・コーポレーション傘下のマグナシンク・コーポレーションへ売却した。
ウェイマンは1981年に退任し、1984年、会社はJ&Rフィルム・カンパニーへ売却された。

## 使用

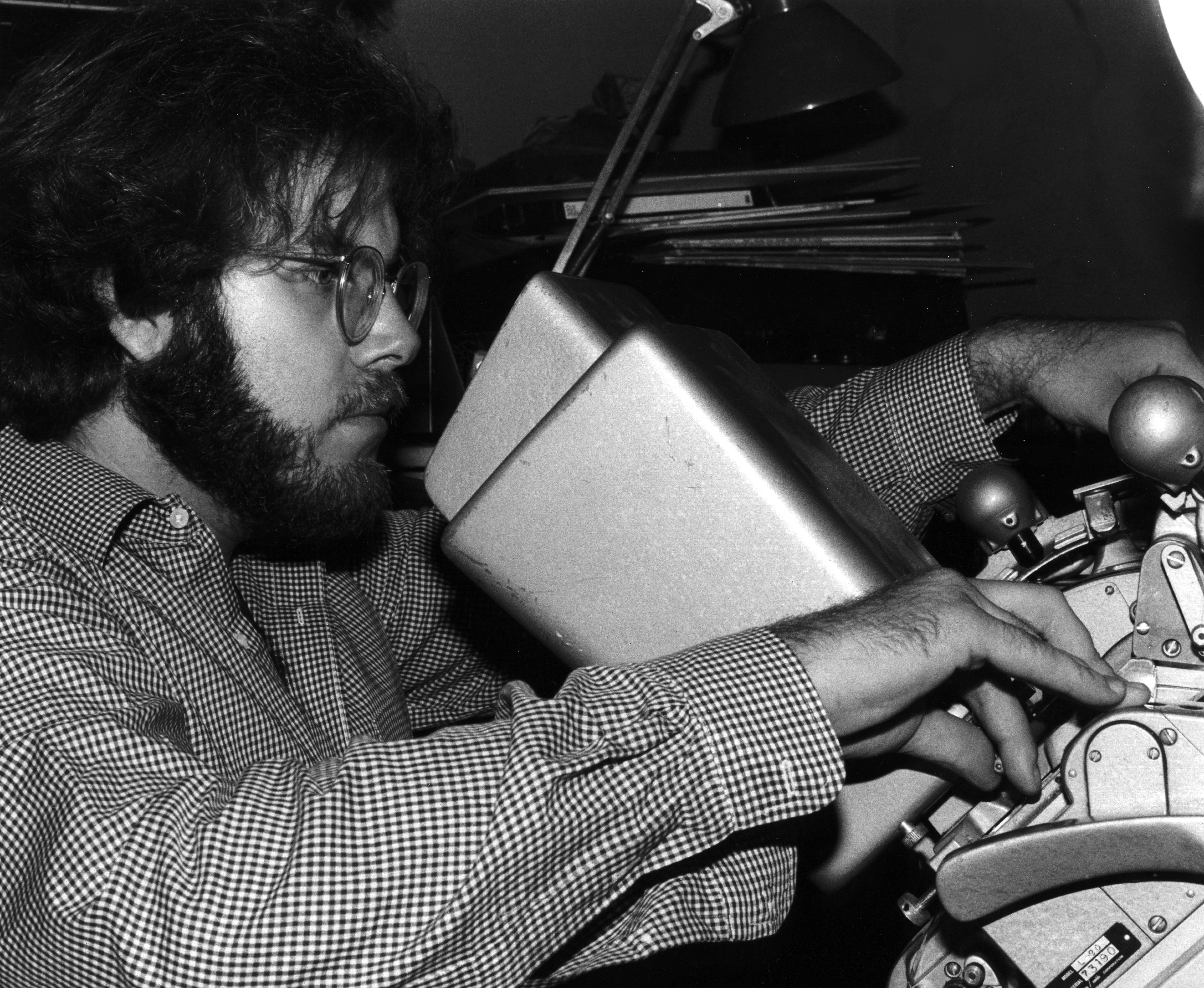
1987年、ムヴィオラで『Stage Fright』を編集する監督ブラッド・メイズ。

ムヴィオラは編集者に個々のショットを表示することでカットすべきフィルムの位置を正確に判断出来るようにする。アメリカでは永く縦長のムヴィオラを用いるのが映像編集のスタンダードだったが、1970年代から平台編集機 (flatbed editor) が主流になった。
スティーヴン・スピルバーグの作品を手掛けるマイケル・カーンはムヴィオラを好み使い続る高名な編集技師の一人だったが、2011年の『タンタンの冒険/ユニコーン号の秘密』と『戦火の馬』の編集はAvidソフトウェアを用いてデジタルに行った。

## 表彰
1979年、映画芸術科学アカデミーはセリュリエ父子のムヴィオラによる映画への貢献を称え、マーク・セリュリエにアカデミー技術功労賞を授与した。ハリウッド・ウォーク・オブ・フェームにはマークのムヴィオラによる映画への貢献を称える星が備えられている。